# Фресс, Робер
Робер Фрэсс (фр. Robert Fraisse; род. 1940, Париж, Франция) — французский кинооператор, номинант на премии «Оскар» и «Сезар» за лучшую работу оператора в фильме «Любовник».

## Биография
Окончил Высшую школу кинематографии им. Луи Люмьера. Работал во Франции и в США. Регулярно сотрудничал с режиссёрами Жан-Жаком Анно и Ником Кассаветисом.

## Фильмография

### Оператор
- 1975 — Эммануэль 2
- 1975 — История О
- 1977 — Мадам Клод
- 1978 — Последний романтический любовник
- 1978 — Один-два-два
- 1979 — Частные коллекции
- 1980 — Километры риска
- 1991 — Любовник леди Чаттерлей
- 1982 — Мою жену зовут Вернись
- 1983 — Проезжайте мимо
- 1987 — Налево от лифта
- 1992 — Любовник
- 1995 — Гражданин Икс
- 1995 — Крылья отваги
- 1997 — Семь лет в Тибете
- 1998 — Ронин
- 2000 — Ватель
- 2001 — Враг у ворот
- 2003 — Лютер
- 2004 — Дневник памяти
- 2004 — Отель «Руанда»
- 2005 — Альфа Дог
- 2007 — Прощай, Бафана
- 2008 — Зануда
- 2012 — Шеф
- 2013 — Девочка на велосипеде
- 2014 — Другая женщина

### Актёр
- 2004 — Дневник памяти — первый покупатель дома